# Raúl Gamboa Cantón
Raúl Felipa Gamboa Cantón (5 de marzo de 1914 - 14 de marzo de 2006) fue un pintor, grabador, profesor y promotor cultural mexicano, nacido en Mérida, Yucatán y fallecido en San Luis Potosí. Alumno del muralista Diego Rivera, destacó por su obra pictórica en la que permeó el paisaje físico y humano de su tierra natal. También fue reconocido por la calidad y sensibilidad de sus  retratos al óleo, ejecutados con gran realismo. Fue director del Instituto Potosino de Bellas Artes y colaboró activamente en el desarrollo de la infraestructura de las instituciones culturales del estado de San Luis Potosí. Fue miembro honorario de la Sociedad de Grabadores Mexicanos.

## Datos biográficos

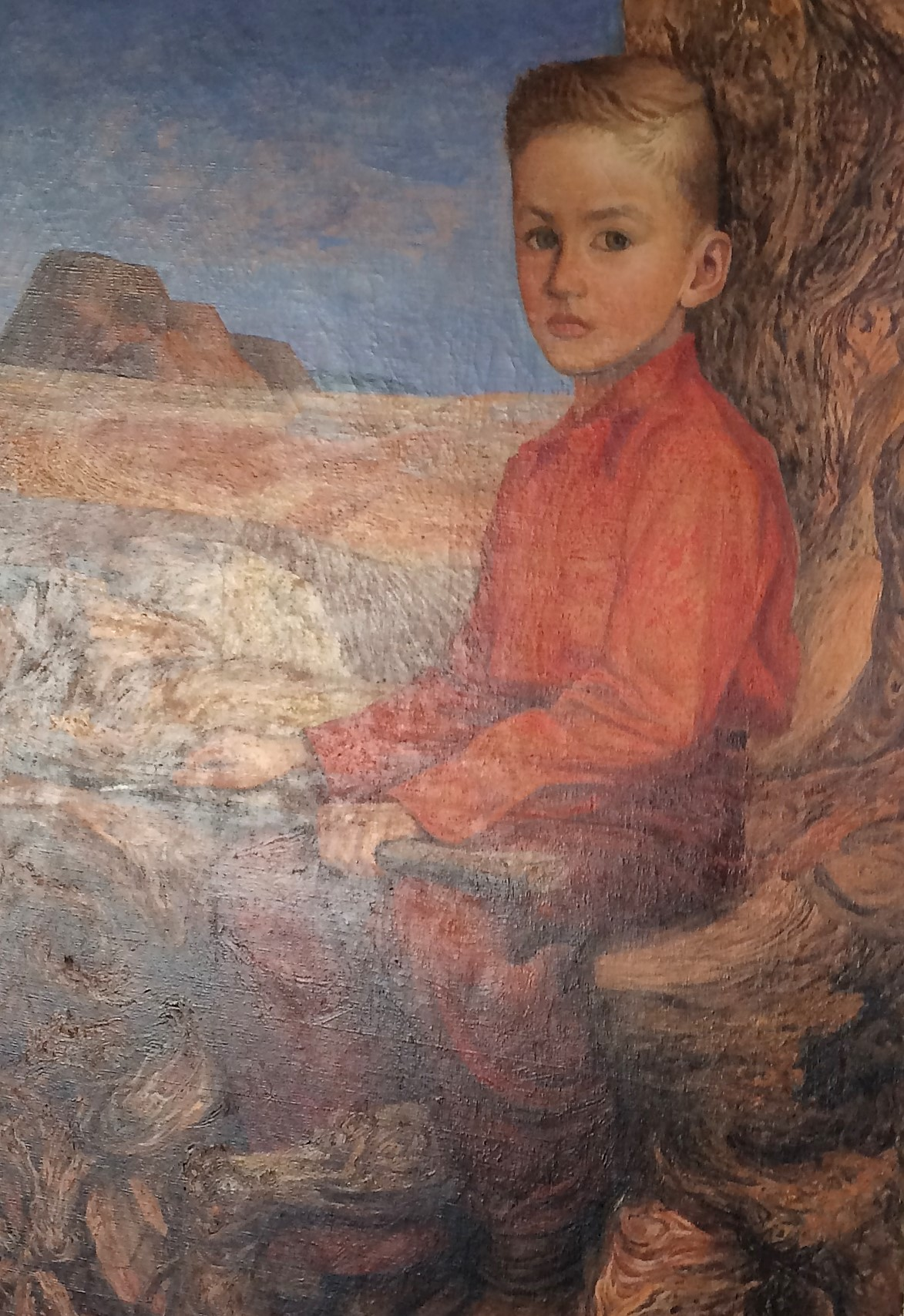
Retrato al óleo: Raúl Gamboa Cantón, 1946, colección privada, Ciudad de México

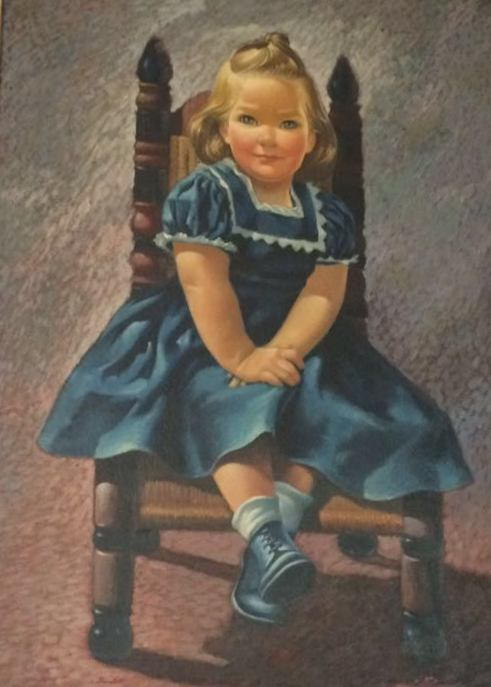
Retrato al óleo de Raúl Gamboa Cantón, 1943, colección privada, Ciudad de México

Se inició a muy temprana edad en el estudio de las artes en Yucatán. Emigró después a la Ciudad de México en donde vivió varios años estudiando con Diego Rivera. En su obra pictórica proyectó un espíritu nacionalista propio de la escuela de la que se nutrió artísticamente y surgido también del pasado maya que el artista trajo desde su origen y que influyó en su obra.
Ocupó transitoriamente el cargo de canciller en el servicio exterior mexicano. Se radicó en el año de 1960 en San Luis Potosí, cuando iniciaba el despertar cultural de esa provincia mexicana, promoviendo en dicho estado las actividades artísticas y coadyuvando en la creación de varias escuelas de música, de danza y de pintura.
Desarrolló el plan de estudios y un nuevo método de enseñanza en la Escuela de Artes Plásticas del Instituto Potosino de Bellas Artes de San Luis Potosí, con cursos especiales dedicados a la formación de maestros en enseñanzas básicas de la pintura. Colaboró en la organización de diversos festivales tan importantes como el Internacional de Danza, que consolidó al lado de su segunda esposa, la bailarina y coreógrafa Lila López.
Aportó pictóricamente también al ámbito dancístico. Muestra de ello, la serie ejecutada para los carteles del Festival Internacional de Danza y los diseños de vestuario que realizó para diversas obras coreográficas.

## Reconocimientos
- Fue reconocido con la presea al mérito "Plan de San Luis 2002" por su trayectoria en el mundo del arte y la cultura en San Luis Potosí.
- Existe en la ciudad de San Luis Potosí, erigido en su honor, el Centro de Difusión Cultural Raúl Gamboa Cantón.[3]